# شاهزاده ماریا ایماکولاتای بوربن-دو سیسیل
شاهزاده خانم ماریا ایماکولاتا کریستینا پیا ایزابلا از بوربون-دو سیسیلی (زادهٔ ۳۰-اکتبر ۱۸۷۴ , مرگ ۲۸ نوامبر ۱۹۴۷) چهارمین فرزند و دختر بزرگ شاهزاده آلفونسو از بوربون-دو سیسیلی، کنت کازرتا و همسرش پرنسس ماریا آنتونیتا از بوربون-دو سیسیلی بود.

## ازدواج

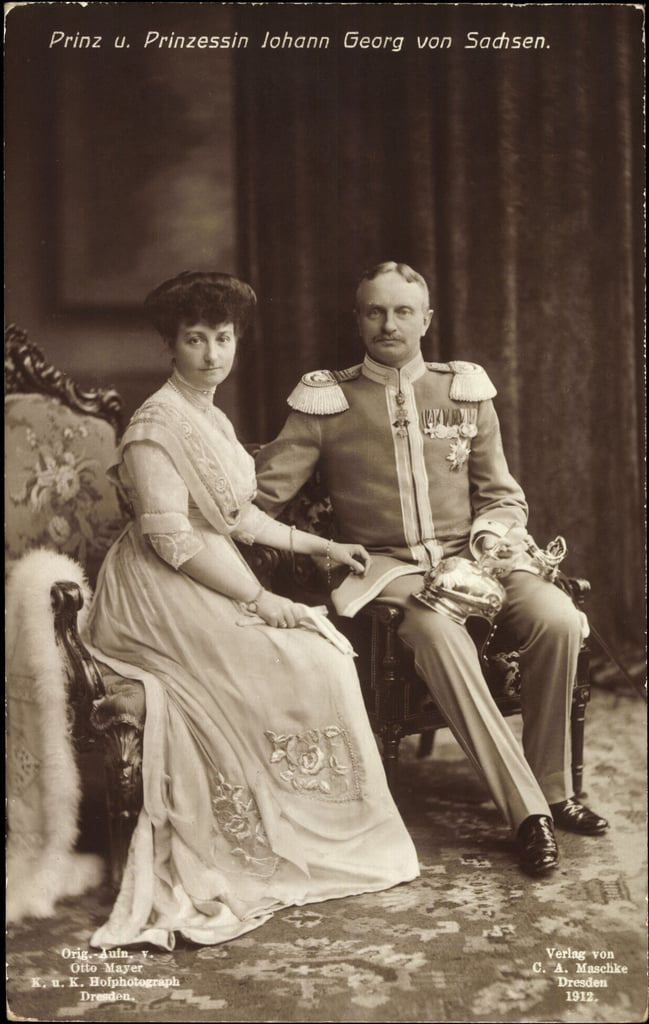
شاهزاده و پرنسس یوهان گئورگ ساکسونی = شاهزاده یوهان ساکسونی و پرنسس ماری ایماکولاتا از بوربون سیسیل

ماریا ایماکولاتا با شاهزاده یوهان گئورگ ساکسونی، ششمین فرزند و دومین پسر بزرگ جرج ساکسونی و همسرش ماریا آنا پرتغالی در ۳۰ اکتبر ۱۹۰۶ در کن ازدواج کرد. مادرشوهرش، ماریا آنا، دختر ماریا دوم پرتغالی و همسرش فردیناند دوم پرتغالی بود. این زوج صاحب فرزند نشدند.